# Louise av Hessen-Kassel
Louise av Hessen-Kassel (danska: Louise Wilhelmine Frederikke Caroline Auguste Julie), född 7 september 1817 i Kassel, död 29 september 1898 på Bernstorff slott, var en dansk drottning, gift med Kristian IX av Danmark. Hon var dotter till Wilhelm av Hessen-Kassel och Louise Charlotta av Danmark samt systerdotter till Christian VIII av Danmark.

## Biografi

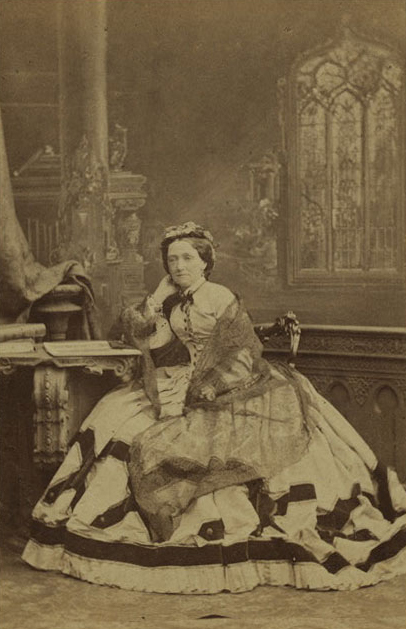
Louise, drottning av Dnmark.

Louise uppfostrades i Köpenhamn. Hon överlät 1851 sin arvsrätt till den danska kronan till sin make, som 1853 blev tronföljare och 1863 blev kung av Danmark. Hon ansågs vara en klok och energisk kvinna, som ägnade en stor del av sin tid åt religiösa och filantropiska intressen. Genom att hennes och Kristian IX:s barn kom att gifta in sig i de europeiska furstehusen, kallades hon "Europas svärmor".
Hon ogillade dåvarande kungens, Fredrik VII:s giftermål med Louise Rasmussen. Hennes eget äktenskap bedömdes som lyckligt; Louise beskrivs som mycket lojal mot Kristian, som ska ha litat på hennes råd. Louise ansågs ha en intelligens, omdöme och psykologisk styrka som överglänste Kristians. Paret levde ett intimt familjeliv; Louise prioriterade inte en relation till allmänheten utan fokuserade på äktenskaplig familjepolitik, men hennes årliga familjesammankomster på Bernstorff slott eller Fredensborgs slott gjorde henne ändå till en populär symbol för familjeliv. 
Hon var intresserad av musik och målning och finansierade en del artister. Hon målade själv tavlor, som gavs som gåvor till kungliga släktingar. Redan som kronprinsessa var hon engagerad i en lång rad välgörenhetsorganisationer; 1862 grundade hon Louisestiftelsen, där föräldralösa flickor uppfostrades till ett liv som tjänare, något som överensstämde med hennes konservativa politiska ideal. Under de sista åren blev hon alltmer sjuklig och döv och sköttes av två sköterskor från den sjuksköterskeskola hon grundat. Hon var drottning längre än någon tidigare drottning i Danmarks historia.

## Familj
Louise gifte sig 1842 i Köpenhamn med sin syssling, Kristian IX av Danmark. Många av deras barn hamnade på tronen i olika europeiska länder. Detta gav Kristian epitetet "Europas svärfar", och paret det som "Europas svärföräldrar". Det var främst Louise som ägnade sig åt relationsbyggandet och släktkopplingen till Europas övriga (större) kungahus. Vissa har jämfört henne med hennes samtida regent Viktoria av Storbritannien; båda föddes cirka 1820, levde till drygt 80 års ålder och var under sina långa regeringstider aktiva i att bygga kopplingar till Europas olika kungahus.
Barn:
1. Fredrik VIII av Danmark, (1843–1912), gift med Louise av Sverige.
2. Alexandra av Danmark, (1844–1925), gift med Edward VII av England.
3. Wilhelm av Danmark (Georg I av Grekland) (1845–1913), kung av Grekland.
4. Dagmar av Danmark, (1847–1928), gift med tsar Alexander III av Ryssland.
5. Thyra av Danmark, (1853–1933), gift med Ernst August av Cumberland.
6. Waldemar av Danmark, (1858–1939), gift med Marie av Orléans.

## Släktskap mellan Louise och Kristian
Via Fredrik V av Danmark:
```
                           
Fredrik V av Danmark

                                    |
                 +------------------+------------------+
                 |                                     |
         
Louise av Danmark
                    
Arvprins Fredrik av Danmark

                 |                                     |

Louise Karolina av Hessen-Kassel
              
Louise Charlotta av Danmark

                 |                                     |
           
Kristian IX
                              
Louise
```

Via Fredrik II av Hessen-Kassel:
```
                           
Fredrik II av Hessen-Kassel

                                    |
                 +------------------+------------------+
                 |                                     |
    
Karl av Hessen-Kassel
                   
Fredrik III av Hessen-Kassel

                 |                                     |

Louise Karolina av Hessen-Kassel
              
Wilhelm av Hessen-Kassel

                 |                                     |
           
Kristian IX
                              
Louise
```